# Alex Gino

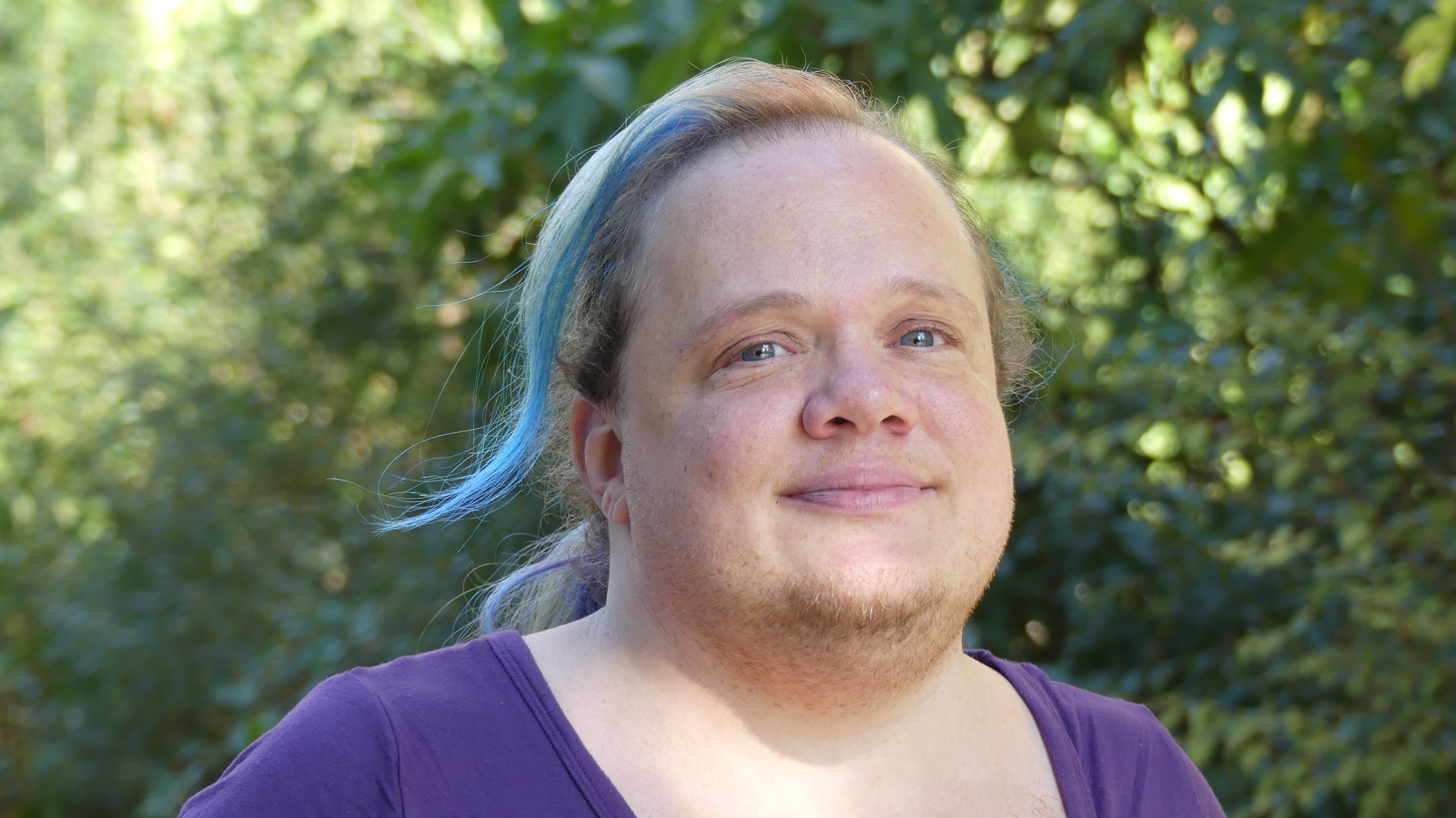
Alex Gino (2016 beim Kinder- und Jugendprogramm des 16. Internationalen Literaturfestivals Berlin)

Alex Gino (geboren in New York City, New York) ist US-amerikanischer Nationalität, schriftstellerisch tätig und bekannt für den Kinderroman George (2015), der von den Erfahrungen einer Transgender-Frau handelt.
Gino nennt als Geschlechtsidentität nichtbinär, benutzt für sich das singulare Fürwort they und beansprucht die geschlechtsneutrale Anrede „Mx.“ (statt Mr. oder Ms.).

## Leben
Alex Gino wurde auf Staten Island, New York, geboren und ist dort aufgewachsen. Seitdem lebte Gino in Philadelphia (Pennsylvania), Brooklyn (New York), Astoria (New York) und Northampton (Massachusetts). 2008 zog Gino zusammen mit dem Lebenspartner nach Kalifornien. Gino fing 2003 mit dem Schreiben an und hat bis 2015 an George gearbeitet. Als Gino mit dem Schreiben des Buches begann, gab es kaum Literatur, die Transgender und andere Genderidentitäten thematisierte und für Kinder geeignet war. Gino sagte in einem Interview: „When I started writing Melissa’s story back in 2003, there were very few children’s books with realistic lesbian or gay characters and I couldn’t find any children’s books with positive representations of transgender people or issues.“ Deswegen war es für Gino von besonderer Wichtigkeit, George zu veröffentlichen. Derzeit arbeitet Gino an einem Buch über Polizeigewalt und die Black-Lives-Matter-Bewegung. Gino leistet außerdem Freiwilligendienst in der Oakland Public Library (Kalifornien) im Rahmen des „Second Start Adult Literacy“-Projekts.
Gino ist seit über zwanzig Jahren aktivistisch in der Transgender- und Queer-Bewegung aktiv. Die persönlichen Erfahrungen in diesem Bereich führten unter anderem zu der Entscheidung, George zu schreiben und zu veröffentlichen. Gino ist aktives Mitglied bei der Grassroots Organisation We need diverse books.
2016 war Alex Gino Jurymitglied der Auszeichnung Das außergewöhnliche Buch des Kinder- und Jugendprogramms des Internationalen Literaturfestivals Berlin.
Gino lebt in Kalifornien, USA.

## Literarisches Werk
Ginos Kinderbuchdebüt George wurde am 25. August 2015 bei dem amerikanischen Verlag Scholastic in englischer Sprache veröffentlicht. Die deutsche Übersetzung erschien im August 2016 beim S. Fischer Verlag. Alexandra Ernst übersetzte das Buch ins Deutsche. George ist unter anderem in den USA, in Großbritannien, Italien und Schweden publiziert worden.
Das Buch erzählt die Geschichte von Melissa, einem Transgendermädchen, die von ihren Mitmenschen als Junge wahrgenommen und George genannt wird. Sie hat Probleme damit, ihrer Familie und ihren Freunden die Wahrheit zu sagen, aber kämpft dafür, sie selbst sein zu können. George kann verschiedenen literarischen Genres zugeordnet werden. Neben einer Einordnung als Kinderbuch und Jugendroman kann es auch dem Transgender- und LGBT-Genre zugeordnet werden. 2015 erschien bei Scholastic eine englischsprachige Hörbuchausgabe, die von Transfrau Jamie Clayton eingelesen wurde.
Das Buch George wurde 2016 mit dem Stonewall Book Award der American Library Association in der Sparte „Children’s Books“ (Kinderbücher) ausgezeichnet.
Rezeption
Das Buch erhielt ein insgesamt sehr positives Presseecho. Die New York Times schrieb: „timely, touching novel […] with refreshingly little fanfare“ und „the most right-now book imaginable“. Die Kirkus Review bezeichnete es als „deeply moving in its simplicity and joy. Warm, funny, and inspiring.“ Das Publishers Weekly Magazin beschrieb es als „profound, moving, and […] radiant“. Die Bookpage schrieb in ihrer Besprechung: „Debut author Alex Gino beautifully addresses the struggles of being a transgender youth.“ Der Artikel weist außerdem darauf hin, dass Ginos Buch dabei helfen kann, dass junge Leser, die dieselben Erfahrungen machen, sich nicht mehr so alleine fühlen, und dass alle cisgender Leser und Leserinnen Verständnis und Empathie dazu gewinnen. Wieland Freund schrieb in Die Welt: „einfühlsam und rührend“.

## Bibliographie
- George (2015):
  - Englische Originalausgabe: George. Scholastic Press, New York 2015, ISBN 978-0-545-81254-2.
  - Deutsche Buchausgabe: George. Übersetzt von Alexandra Ernst. Fischer, Frankfurt/M. 2016, ISBN 978-3-7373-4032-8.
  - Hörbuch: George. Übersetzt von Alexandra Ernst; gelesen von Julian Greis; 3 CDs. Argon Sauerländer, Berlin 2016, ISBN 978-3-8398-4861-6 (ausgezeichnet mit dem Deutschen Kinderhörbuchpreis BEO und der hr2-Hörbuchbestenliste Platz 1).
  - E-Book: George. Übersetzt von Alexandra Ernst. Fischer Kinder- und Jugend-E-Books, Frankfurt/M. 2016, ISBN 978-3-7336-0233-8.
- You Don’t Know Everything, Jilly P! Scholastic Press, New York 2018, ISBN 978-0-545-95624-6.
- Rick. Scholastic Press, New York 2020, ISBN 978-1-338-04810-0.

## Nominierungen und Auszeichnungen
Für das Buch George erhielt Gino 2016 sowohl den Stonewall Book Award in der Sparte „Children’s Books“ als auch den Lambda Literary Award in der Sparte „LGBT Children’s/Young Adult“.

## Öffentliche Auftritte
- September 2016: Kinder- und Jugendprogramm des 16. Internationalen Literaturfestivals Berlin